# Гамалея, Михаил Андреевич
Михаил Андреевич Высоцкий-Гамалея (укр. Михайло Андрійович Гамалія; (? — около 1723, Сумы) — украинский государственный и военный деятель, генеральный бунчужный (1701—1703), полковник полтавский (1702—1703), наказной полковник (1705) Войска Запорожского, генеральный хорунжий (1703—1707), генеральный есаул (1708—1709).

## Биография
Представитель старинного украинского дворянского рода Гамалеи. Старший сын Андрея Михайловича Высоцкого-Гамалея, генерального малороссийского есаула.
После Коломацкого переворота (против гетмана Ивана Самойловича), когда его отец получил должность генерального есаула, благодаря протекции ставшего гетманом Войска Запорожского левого берега Днепра Ивана Мазепы занял пост Лохвицкого сотника Лубенского полка (1688—1694). Затем, с 1693 служил значковым товарищем, в том же году был пожалован сельцом Безсалы.
Постепенно превратился в одного из ближайших помощников Мазепы. В течение 1694—1701 годов в чине значкового товарища выполнял различные военные и дипломатические поручения гетмана.
В 1701—1703 — генеральный бунчужный, одновременно исполнял обязанности полковника полтавского полка (1702—1703), в 1705 — наказной полковник того же полка. В 1703—1707 году — генеральный хорунжий. В 1708 году упоминается уже как первый генеральный есаул вместе со своим братом Антоном.
Сторонник Ивана Мазепы. В ходе военных действий в Прибалтике и Польше неоднократно назначался наказным полковником полтавским (1702; 1703; 1705) и миргородским (1702; 1706).
Во время боевых действий на Украине в годы Северной войны в конце 1708 года, когда гетман И. С. Мазепа принял сторону шведского короля Карла XII, тоже перешёл к шведам и выступил против Петра I. В феврале 1709 свободно вернулся в русский лагерь и был отстранён от всех должностей.
После поражения в Полтавской битве пытался бежать, но в конце февраля 1709 года вместе с семьёй был схвачен отрядом графа Бориса Шереметева на переправе через реку Псёл. Благодаря заступничеству полковника Даниила Апостола и преемника Мазепы, гетмана объединённого войска Запорожского Ивана Скоропадского Гамалия был временно оправдан и реабилитирован, но уже в 1712 году арестован, депортирован в Москву по делу следствия над мазепинцами и заключён в тюрьму, где был подвергнут пыткам. В 1715 ему дано разрешение вернуться на Украину, вероятно в Сумы, куда раньше были отпущены жена с детьми.
Умер около 1723 в Сумах. В 1725 году упоминается уже как покойный.
Был дважды женат (второй раз на вдове Ивана Самойловича Мелании Емельяновне, мать которой проживала в Сумах). Породнился через браки детей с Лизогубами, Свичками, Биличами, Дмитрашками-Райчами, Милорадовичами.
Его племянником был генеральный судья Иван Гамалея (1699—1766).
Имел значительные земельные владения в Лубенском полку.